# إدوارد كندال
إدوارد كالفن كندال (بالإنجليزية: Edward Calvin Kendall)‏ ـ (8 مارس 1886 ـ 4 مايو 1972) عالم كيمياء حيوية أمريكي، تقاسم  جائزة نوبل في الطب لعام 1950 مع مواطنه ـ وزميله في مايو كلينيك ـ فيليب هنش والكيميائي السويسري تيدوس رايخشتاين «لاكتشافاتهم المتعلقة بهرمونات القشرة الكظرية وتركيبها وآثارها الحيوية». لم تقتصر اهتمامات كندال البحثية على هرمونات الغدة الكظرية، بل تعدتها إلى هرمون الثيروكسين (الذي تفرزه الغدة الدرقية)، كما عمل ضمن فريق بحثي تمكن من بلورة الغلوتاثيون وتحديد تركيبه الكيميائي.
كان كندال عندما مُنح جائزة نوبل يعمل بالكيمياء الحيوية في مدرسة الدراسات العليا التابعة لمؤسسة مايو. وبعد تقاعده من العمل بمؤسسة مايو، التحق بالعمل بجامعة برنستون، حيث ظل حتى وفاته سنة 1972.

## روابط خارجية
- إدوارد كندال على موقع الموسوعة البريطانية (الإنجليزية)
- إدوارد كندال على موقع مونزينجر (الألمانية)
- إدوارد كندال على موقع إن إن دي بي (الإنجليزية)